# Komisja Wspólna Rządu i Samorządu Terytorialnego
Komisja Wspólna Rządu i Samorządu Terytorialnego (KWRiST) – jest organem pomocniczym Rady Ministrów stanowiącym forum wypracowywania wspólnego stanowiska Rządu i samorządu terytorialnego.
Komisja Wspólna Rządu i Samorządu Terytorialnego jest, obok Komisji Wspólnej Przedstawicieli Rządu Rzeczypospolitej Polskiej i Konferencji Episkopatu Polski i Trójstronnej Komisji do Spraw Społeczno-Gospodarczych, jedną z trzech Komisji Wspólnych działających przy Radzie Ministrów.

## Historia i obecna podstawa prawna
Komisja Wspólna została utworzona w maju 1993 r. przez premier H. Suchocką jako Komisja Wspólna Rządu i Środowisk Samorządowych. Nastąpiło to krótko po ratyfikacji przez Prezydenta RP L. Wałęsę Europejskiej Karty Samorządu Terytorialnego (26 kwietnia 1993 r.), która dotyczyła m.in. gwarancji samodzielności samorządów lokalnych oraz ich uprawnień w zakresie wpływania na politykę rządu dotyczącą spraw samorządowych.
Posiedzenie inauguracyjne Komisji Wspólnej odbyło się 21 maja 1993 r. Nowy organ miał być dla Rady Ministrów oraz jednostek samorządu terytorialnego miejscem „wspólnego wypracowywania rozwiązań, które będą dotyczyły obu stron”.
Komisja Wspólna Rządu i Samorządu Terytorialnego funkcjonuje pod obecną nazwą od lipca 1993 roku, jednakże przepisy na podstawie których działała, zmieniały się. Przepisami, regulującymi prace Komisji były kolejno:
1. Zarządzenie nr 20 Prezesa Rady Ministrów z dnia 22 lipca 1993 r. w sprawie powołania Komisji Wspólnej Rządu i Samorządu Terytorialnego, zmienione zarządzeniem nr 42 z dnia 25 października 1993 r. i zarządzeniem nr 43 z dnia 14 grudnia 1994 r.
2. Rozporządzenie Rady Ministrów z dnia 15 lipca 1997 r. w sprawie powołania Komisji Wspólnej Rządu i Samorządu Terytorialnego, wydane na podstawie art. 13 ust. 1 ustawy z dnia 8 sierpnia 1996 r. o organizacji i trybie pracy Rady Ministrów oraz o zakresie działania ministrów[3]
3. Rozporządzenie Rady Ministrów z dnia 5 lutego 2002 r. w sprawie powołania Komisji Wspólnej Rządu i Samorządu Terytorialnego, wydane na podstawie art. 13 ust. 1 ustawy z dnia 8 sierpnia 1996 r. o organizacji i trybie pracy Rady Ministrów oraz o zakresie działania ministrów

Obecnie funkcjonowanie Komisji regulują przepisy Ustawy o Komisji Wspólnej Rządu i Samorządu Terytorialnego oraz o przedstawicielach Rzeczypospolitej Polskiej w Komitecie Regionów Unii Europejskiej z dnia 6 maja 2005 r. (zwaną dalej w tekście jako „Ustawa”)

## Skład i struktura
W skład Komisji wchodzi po 12 przedstawicieli strony rządowej i samorządowej. Ze strony rządowej jest to minister właściwy do spraw administracji publicznej (obecnie Minister Spraw Wewnętrznych i Administracji) oraz 15 przedstawicieli powoływanych przez Prezesa Rady Ministrów na wniosek wspomnianego ministra.
Stronę samorządową reprezentują po 2 osoby wyznaczone przez ogólnopolską organizację reprezentującą wszystkie kategorie jednostek samorządu terytorialnego, zrzeszającą co najmniej 100 członków I 2 osoby wyznaczone przez ogólnopolską organizację reprezentującą regionalne organizacje samorządowe.
Organizacjami tymi są:
- Unia Metropolii Polskich
- Unia Miasteczek Polskich[5]
- Związek Gmin Wiejskich Rzeczypospolitej Polskiej[6]
- Związek Miast Polskich
- Związek Powiatów Polskich
- Związek Województw Rzeczypospolitej Polskiej[7]
- Związek Samorządów Polskich
- Ogólnopolskie Porozumienie Organizacji Samorządowych.

Komisja powołuje stałe i w razie potrzeby doraźne zespoły problemowe. Pracami Komisji kieruje dwoje Współprzewodniczących, ze strony rządowej jest to minister właściwy do spraw administracji publicznej, ze strony samorządowej wybrany spośród własnego grona przedstawiciel.
W pracach Komisji mogą uczestniczyć osoby spoza jej składu, zarówno w pracach poszczególnych zespołów, jak i w charakterze ekspertów wspierających prace Komisji.

## Zadania i tryb działania

### Zadania
Zadania Komisji zostały określone w art. 3 Ustawy. Należą do nich m.in.:
- opiniowanie projektów aktów normatywnych, programów i innych dokumentów rządowych dotyczących problematyki samorządu terytorialnego
- ocena funkcjonowania samorządu terytorialnego w kontekście integracji z Unią Europejską
- wypracowywanie wspólnego stanowiska stron rządowej i samorządowej w zakresie „ustalania priorytetów gospodarczych i społecznych”[9] w sprawach dotyczących wszystkich szczebli samorządu terytorialnego

### Tryb działania
Komisja wyraża opinię, podlegającą wcześniejszemu ustaleniu przez obie jej strony; istnieje jednak możliwość pozostawienia danej sprawy bez uzgodnienia wspólnego stanowiska. Z posiedzenia Komisji Wspólnej oraz stałych i doraźnych zespołów problemowych sporządza się protokół. Opinie i stanowiska w nim wyrażone są następnie przekazywane właściwym ministrom. Szczegółowy tryb pracy Komisji ustalony jest przez Regulamin Komisji.
Pomimo tego, że intensywność prac oraz faktyczne znaczenie Komisji były bardzo zróżnicowane podczas rządów poszczególnych gabinetów, dla strony samorządowej Komisja zawsze była ważnym miejscem wypracowywania własnego, ujednoliconego stanowiska.

## Współprzewodniczący ze strony rządowej
- 2011–2013: Michał Boni
- 2013–2014: Rafał Trzaskowski
- 2015: Andrzej Halicki
- Mariusz Błaszczak
- Paweł Szefernaker
- Mariusz Kamiński
- 2024: Marcin Kierwiński
- 2024: Tomasz Szymański

## Współprzewodniczący ze strony samorządowej
- 2003–2011: Piotr Uszok
- 2011–2013: Mariusz Poznański
- 2013: Jacek Protas[11]
- 2014: Wojciech Długoborski[12]
- 2014–2015: Cezary Gabryjączyk
- 2015: Jan Grabkowski[13]
- 2016: Krzysztof Iwaniuk
- 2020: Piotr Całbecki
- 2021: Grzegorz Schreiber
- 2022: Jacek Karnowski
- 2022: Jan Grabkowski
- 2023: Grzegorz Cichy
- 2024: Krzysztof Żuk
- 2024: Arkadiusz Chęciński [14]